# Ancula mapae
Ancula mapae is een slakkensoort uit de familie van de plooislakken. De wetenschappelijke naam van de soort is voor het eerst geldig gepubliceerd in 1961 door Burn.